# Яунпилс
Я́унпилс (латыш. Jaunpils) — населённый пункт (крупное село) в Земгале, центр Яунпилсского края и Яунпилсской волости.

## История
Населённый пункт образовался у Яунпилсского поместья (Neuenburg) и построенного во второй половине XIV века Яунпилсского замка. В 1932 году Яунпилс получил статус густонаселённого пункта (села). Входил в состав Тукумского уезда, позднее — Тукумского района. С 2009 года — административный центр Яунпилсского края.

## География
Расположен на берегах реки Бикступе, у автодороги P104.

## Инфраструктура
В Яунпилсе находится краевая дума и административные учреждения, средняя школа, библиотека, лютеранская церковь, магазины, аптека, гостиница.

## Промышленность
В 1912 году был основан Яунпилсский молочный завод, владельцем которого сейчас является кооперативное общество «Piena Ceļš» («Млечный путь»), объединяющее 64 производителей молока. Продукция предприятия экспортируется в 17 стран мира и удостоена многих наград международных конкурсов.

## Туризм

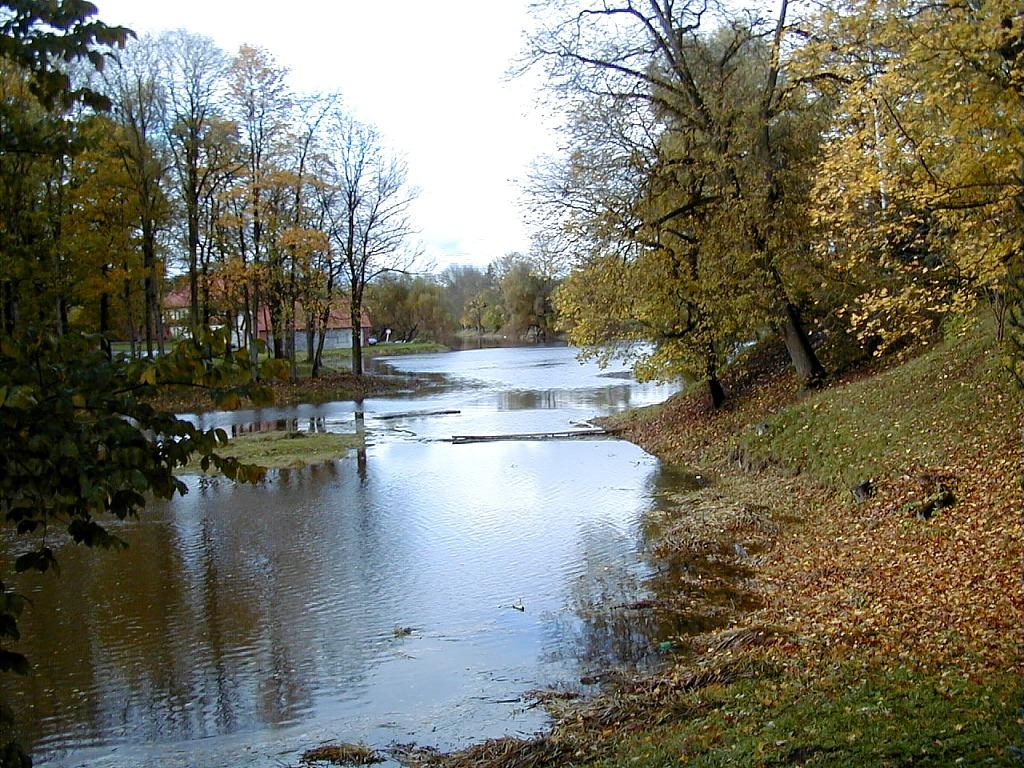
Пруд у Яунпилсского замка.

Основным объектом туризма в Яунпилсе является Яунпилсский замок, основанный в 1301 году. Кроме экскурсий по замку и городу, в окрестностях Яунпилса есть такие популярные туристические объекты, как Покайнский лес и киногородок Cinevilla (lv:Cinevilla).